# Davanagere
Davanagere (kannada: ದಾವಣಗೆರೆ) är en stad i den indiska delstaten Karnataka och är centralort i ett distrikt med samma namn. Folkmängden beräknades till cirka en halv miljon invånare 2018.